# Stephen Robert Nockolds
Stephen Robert Nockolds (* 10. Mai 1909 in St Columb Major in Cornwall; † 7. Februar 1990) war ein britischer Geochemiker und Petrograph vor allem von magmatischen Gesteinen.
Nockolds interessierte sich schon seit Jugendtagen für Geologie, studierte an der University of Manchester und wurde am Trinity College der University of Cambridge promoviert. Er wurde Fellow des Trinity College und hielt dort Vorlesungen über Petrographie. 1957 wurde er Reader für Geochemie. 1972 ging er in den Ruhestand.
Er charakterisiert in Großbritannien den Übergang der klassischen Schule der Petrographie von Alfred Harker unter dem Einfluss ausländischer Wissenschaftler, besonders des Geochemikers Victor Moritz Goldschmidt und der experimentellen Methoden von Norman L. Bowen.
Er war ab 1959 Fellow der Royal Society und Ehren-Fellow der Geological Society of India. 1972 erhielt er die Murchison Medal.

## Schriften
- mit G. A. Chinner,  R. W. O’B. Knox: Petrology for Students, Cambridge University Press 1978